# CD24
CD24 (англ. CD24 molecule) – білок, який кодується однойменним геном, розташованим у людей на короткому плечі 6-ї хромосоми. Довжина поліпептидного ланцюга білка становить 80 амінокислот, а молекулярна маса — 8 097.
| 10         |  | 20         |  | 30         |  | 40         |  | 50         |
| ---------- |  | ---------- |  | ---------- |  | ---------- |  | ---------- |
| MGRAMVARLG |  | LGLLLLALLL |  | PTQIYSSETT |  | TGTSSNSSQS |  | TSNTGLAPNP |
| TNATTKAAGG |  | ALQSTASLFV |  | VSLSLLHLYS |  |            |  |            |

A: Аланін

E: Глутамінова кислота

F: Фенілаланін

G: Гліцин

H: Гістидин

I: Ізолейцин

K: Лізин

L: Лейцин

M: Метіонін

N: Аспарагін

P: Пролін

Q: Глутамін

R: Аргінін

S: Серин

T: Треонін

V: Валін

Локалізований у клітинній мембрані, мембрані.